# Бліндаж

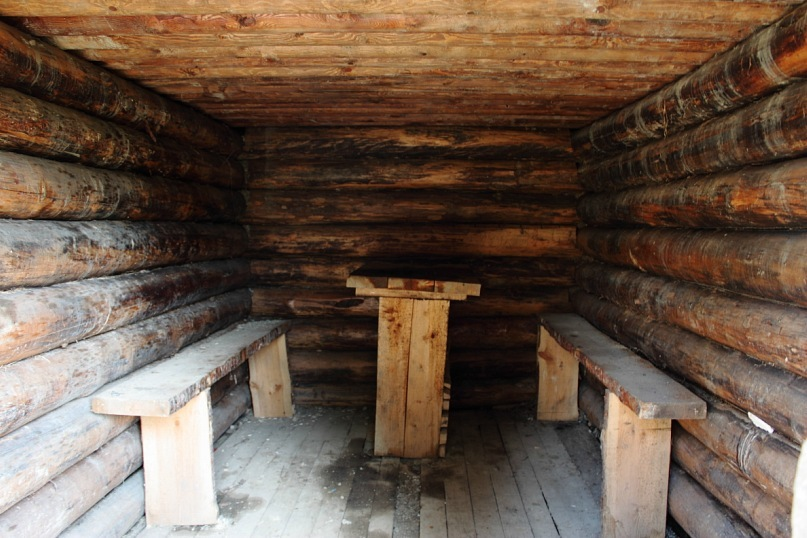
Бліндаж часів Другої світової війни (внутрішній вигляд)

Блінда́ж (фр. blindage, від blinder — «покривати заслонами, бронювати») — укриття, влаштоване на бойових позиціях для захисту групи воїнів від артилерійського та іншого вогню противника.
Бліндаж — заглиблена в землю фортифікаційна споруда, має міцне покриття з балок (дерев'яних, залізобетонних, ін.) прикритих шаром ґрунту, і міцні двері.
З появою атомної зброї, бліндажі будують зі спеціальної хвилястої сталі та збірного залізобетону.
Бліндаж призначений для захисту від звичайних засобів ураження і розрахований на короткочасне перебування в ньому особового складу, головним чином в період вогневої підготовки. В умовах хімічного нападу особовий склад, що знаходиться у бліндажі, використовує засоби індивідуального захисту.
Залежно від наявних матеріалів бліндаж зводять з тонкомірних колод і підтоварника, земленосних мішків та оболонок, елементів хвилястої сталі. Місткість бліндажа складає 4-8 осіб.
Бліндаж безврубної конструкції на відділення або екіпаж зводять з круглого лісу діаметром 8-16 см з довжиною основного приміщення: для відділення — 3,6 м (місць для відпочинку лежачи — 4, для відпочинку сидячи — 4), для екіпажу — 2,5 м (місць для відпочинку лежачи — 3, для відпочинку сидячи — 1); ширина по низу — 90 см, по верху — 130 см; висота — 150 см. Стіни бліндажа влаштовують з накатника діаметром 8 см, встановленого вертикально на дно котловану з невеликим нахилом в бік глухого торця.
Для обігріву особового складу в холодну пору року можуть обладнуватись обігрівальні печі — табельні або такі, що виготовляються на місці з відер, металевих банок тощо. Для вентиляції бліндажа роблять вентиляційний короб з лісоматеріалу, отвір якого закривають найпростішими захисними пристроями.
Елементи стін кінцями впирають у верхню та нижню розпірні рами, які складаються з поздовжніх колод діаметром 14 см, розпірок діаметром 14 см та опорних елементів діаметром 16 см на кінцях рам. Нижня розпірна рама вкладається на дно котловану, а верхня (шириною 130 см) у зібраному вигляді підвішується до трьох елементів накату за допомогою дротяних скруток. Накат бліндажа робиться з колод діаметром 14 см, довжиною 3 м, котрі кінцем спираються на поверхню ґрунту зі знятим шаром дерну. Вхідний торець бліндажа з обох боків дверної пройми закривають опірними стійками діаметром 18-20 см, а дверну пройму шириною 50 см —  дверним щитом із жердин і герметувальною завісою з брезенту чи плащ-намету. Замість дверного щита може встановлюватись захисний герметичний вхід «Лаз» промислового виготовлення.
Ділянку ходу сполучення, що примикає до входу в бліндаж, перекривають колодами діаметром 14 см, довжиною 3 м. Довжина перекритої ділянки 2,5-3 м. По накату бліндажа та перекритій ділянці ходу сполучення насипають захисну товщу з ґрунту шаром 130 см.
Бліндаж безврубної конструкції зводить вручну обслуга у складі відділення. Елементи та деталі бліндажа виготовляють завчасно, відповідно до специфікації, при цьому для виготовлення елементів використовують лісові матеріали різних видів.
Основні роботи зі зведення бліндажа полягають у: відриванні котловану, збиранні остову бліндажа із заготовлених елементів, засипання котловану, обвалування всієї споруди ґрунтом та маскування.
Крім такого укриття можуть влаштовуватись бліндажі податливої конструкції трикутного (шатрового), прямокутного, трапецієподібного типів, бліндаж з елементів хвилястої сталі з входом «Лаз», легка каркасно-тканинна споруда (ЛКТС).